# Ludwig Philipp Keidel
Ludwig Philipp Keidel (* 28. November 1857 in Frankenthal; † 24. Januar 1932 in Pirmasens) war Schuhmacher und bayerischer Politiker der SPD. 

## Leben
Keidel war der Sohn eines Schuhmachers und besuchte die Volksschule und die gewerbliche Fortbildungsschule in Frankenthal. Er erlernte den väterlichen Beruf und leistete seinen Militärdienst in Zweibrücken.
Ferner war er Mitbegründer der Filialen des Schuhmacherverbandes 1878 in Frankenthal und 1889 in Pirmasens. Von 1884 bis 1886 war er selbstständiger Schuhmachermeister in Frankenthal. 1886 zog er nach Pirmasens und war dort bis 1899 Hausindustrieller der Schuhindustrie und danach Zigarren-, Buch- und Schreibwarenhändler und Schuhfabrikant. 
1875 trat er in die SPD ein, 1889 war er Mitbegründer der SPD Pirmasens, von 1899 bis 1932 Stadtrat und ab 1912 Distriktsrat.
Von 1899 bis 1920 war er Abgeordneter im Bayerischen Landtag und 1919/20 war er einer der engsten Mitarbeiter von Ministerpräsident Johannes Hoffmann. Kandidaturen im Reichstagswahlkreis Pfalz (Bayern) 4 in den Jahren 1903, 1907 und 1912 blieben erfolglos.